# Fulminato

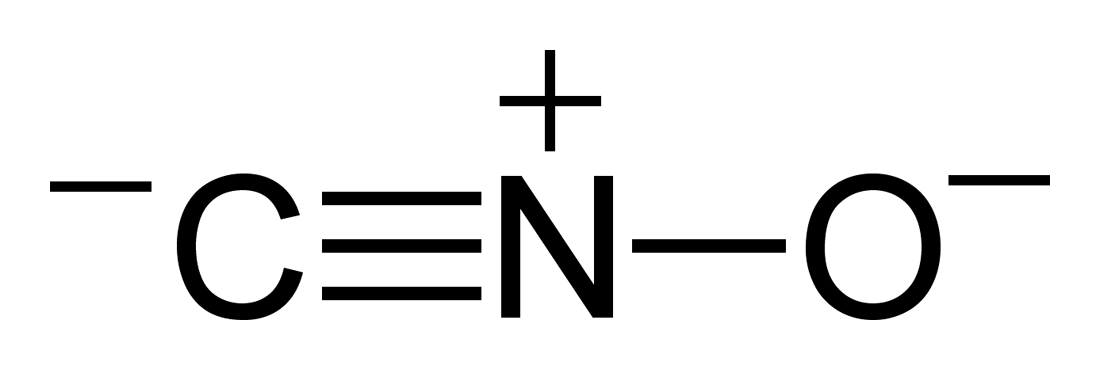
Fórmula (química) estructural del ion fulminato

Los fulminatos son compuestos químicos que incluyen el ion fulminato. El ion fulminato, CNO, es un ion pseudohálico, actuando como un halógeno con su carga y reactividad. Debido a la inestabilidad del ion, las sales fulminato son sensibles a la fricción explosiva. El más conocido es el fulminato de mercurio, que se ha utilizado como iniciador o explosivo primario en los detonadores. Los fulminatos pueden formarse a partir de metales, como plata y mercurio, disueltos en ácido nítrico y reaccionados con etanol. Es en gran parte la presencia de la simple unión débil nitrógeno-oxígeno la que conduce a su inestabilidad. El nitrógeno forma muy fácilmente un enlace covalente con otro átomo de nitrógeno, formando nitrógeno gaseoso.